# Campionato arabo per club
Il campionato arabo per club è un torneo pallavolistico organizzato dall'AVA e destinato alle squadre delle nazioni appartenenti alla Lega araba.

## Albo d'oro
| Anno             | Podio                | Podio              | Podio              |
| Campione         | Seconda              | Terza              |                    |
| ---------------- | -------------------- | ------------------ | ------------------ |
| 1978 Dettagli    | Al Tersana Tripoli   | Espérance de Tunis | -                  |
| 1979-82          | Non disputato        | Non disputato      | Non disputato      |
| 1983 Dettagli    | Sfaxien              | Al-Jaish FC        | -                  |
| 1984 Dettagli    | Al-Jaish FC          | Sfaxien            | -                  |
| 1985 Dettagli    | Sfaxien              | PO Chlef           | -                  |
| 1986 Dettagli    | Zamalek              | Mouloudia Algeri   | -                  |
| 1987 Dettagli    | Al-Ahly              | Al-Qadisiya        | -                  |
| 1988             | Non disputato        | Non disputato      | Non disputato      |
| 1989 Dettagli    | Al-Rasheed SC        | -                  | -                  |
| 1990             | Non disputato        | Non disputato      | Non disputato      |
| 1991-92 Dettagli | Sfaxien              | -                  | -                  |
| 1992 Dettagli    | Club Africain        | -                  | -                  |
| 1993 Dettagli    | Zamalek              | -                  | -                  |
| 1994 Dettagli    | Club Africain        | PO Chlef           | -                  |
| 1995 Dettagli    | Étoile du Sahel      | Club Africain      | -                  |
| 1996 Dettagli    | Al-Hilal             | Al-Ahly            | -                  |
| 1997 Dettagli    | Al-Hilal             | Al-Ahli            | -                  |
| 1998 Dettagli    | Olympique de Kélibia | Al-Rayyan          | -                  |
| 1999 Dettagli    | Sfaxien              | Al-Ahli            | -                  |
| 2000 Dettagli    | Sfaxien              | Étoile du Sahel    | -                  |
| 2001 Dettagli    | Al-Ahly              | Zamalek            | -                  |
| 2002 Dettagli    | Al-Ahly              | Al-Arabi           | Al-Najma           |
| 2003 Dettagli    | Al-Arabi             | Al-Najma           | -                  |
| 2004             | Non disputato        | Non disputato      | Non disputato      |
| 2005 Dettagli    | Al-Ahly              | Al-Hilal           | -                  |
| 2006 Dettagli    | Al-Ahly              | Al-Hilal           | Zamalek            |
| 2007 Dettagli    | Espérance de Tunis   | Étoile du Sahel    | Al-Nasr            |
| 2008 Dettagli    | Sfaxien              | Espérance de Tunis | Mouloudia Algeri   |
| 2009 Dettagli    | Al-Hilal             | Al-Ahly            | MB Béjaïa          |
| 2010 Dettagli    | Al-Ahly              | Al-Hilal           | Al-Najma           |
| 2011 Dettagli    | Al-Hilal             | Sfaxien            | Al-Hilal           |
| 2012 Dettagli    | MB Béjaïa            | Al-Rayyan          | Al-Hilal           |
| 2013 Dettagli    | Sfaxien              | Bouchrieh          | Kazma              |
| 2014 Dettagli    | Espérance de Tunis   | Dar Kulaib         | Alittihad Misurata |
| 2015 Dettagli    | Al-Ahli              | El Gaish           | Al-Jaish           |
| 2016 Dettagli    | Étoile du Sahel      | Smouha             | Sfaxien            |
| 2017 Dettagli    | Al-Ahli              | Al-Jaish           | Al-Rayyan          |
| 2018 Dettagli    | Al-Rayyan            | Espérance de Tunis | Al-Hilal           |
| 2019 Dettagli    | Al-Rayyan            | Espérance de Tunis | Police             |
| 2020 Dettagli    | Al-Ahly              | Zamalek            | Al-Ahli            |

## Palmarès
| Squadre              | Titoli | Stagioni                                    |
| -------------------- | ------ | ------------------------------------------- |
| Sfaxien              | 7      | 1983, 1985, 1991-92, 1999, 2000, 2008, 2013 |
| Al-Ahly              | 7      | 1987, 2001, 2002, 2005, 2006, 2010, 2020    |
| Al-Hilal             | 4      | 1996, 1997, 2009, 2011                      |
| Espérance de Tunis   | 2      | 2007, 2014                                  |
| Zamalek              | 2      | 1986, 1993                                  |
| Club Africain        | 2      | 1992, 1994                                  |
| Étoile du Sahel      | 2      | 1995, 2016                                  |
| Al-Ahli              | 2      | 2015, 2017                                  |
| Al-Rayyan            | 2      | 2018, 2019                                  |
| Al Tersana Tripoli   | 1      | 1978                                        |
| Al-Jaish FC          | 1      | 1984                                        |
| Al-Rasheed SC        | 1      | 1989                                        |
| Olympique de Kélibia | 1      | 1998                                        |
| Al-Arabi             | 1      | 2003                                        |
| MB Béjaïa            | 1      | 2012                                        |